# Dimitris Christofias

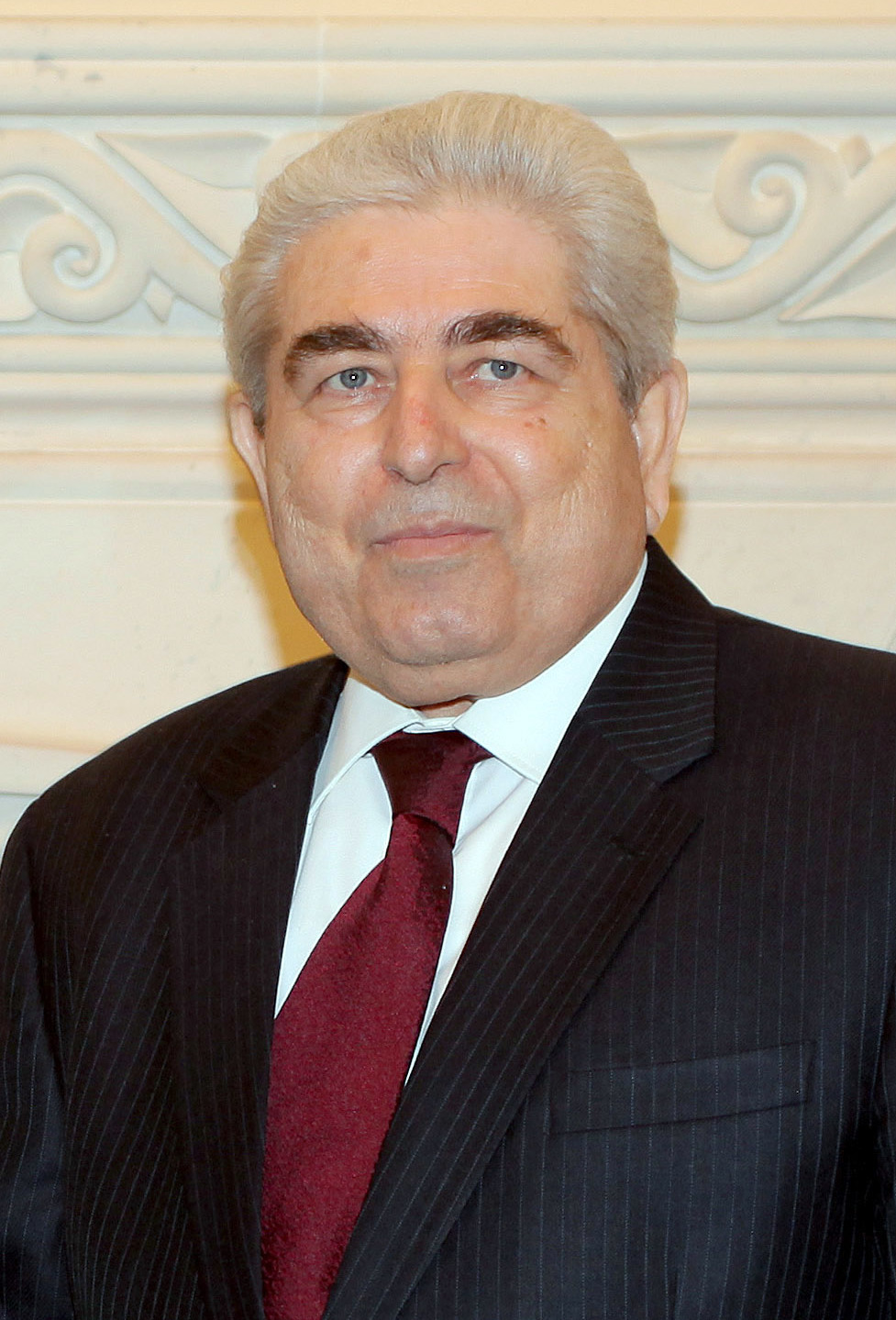
Christofias (2011)

Dimitris Christofias (griechisch Δημήτρης Χριστόφιας; * 29. August 1946 in Kato Dikomo, Zypern; † 21. Juni 2019) war ein zypriotischer Politiker. Vom 28. Februar 2008 bis zum 27. Februar 2013 war er Staatspräsident der Republik Zypern. 
Er war von 1989 bis 2009 Generalsekretär der einst marxistisch-leninistischen und heute eurokommunistischen Fortschrittspartei des werktätigen Volkes (AKEL).

## Leben
Christofias wurde als ältestes von insgesamt fünf Kindern einer Arbeiterfamilie 1946 in Kato Dikomo nahe der heute türkisch besetzten Hafenstadt Kyrenia geboren. Bereits früh begeisterte er sich für eine linksgerichtete Politik und trat 18-jährig in die AKEL ein. Nach einem fünfjährigen Studium am Institut für Sozialwissenschaften und der Akademie der Sozialwissenschaften in Moskau, wo er seine spätere Frau Elsie Chiratou kennenlernte, und der Promotion im Fach Philosophiegeschichte kehrte er 1974 nach Zypern zurück, um eine politische Laufbahn anzutreten.
Innerhalb seiner Partei gelang Christofias ein rascher Aufstieg. 1974 wurde er zunächst Hauptsekretär und 1977 Generalsekretär der EDON, einer Jugendorganisation von AKEL, ein Amt, das er bis 1987 bekleidete. Im April 1988 wurde der einst linientreue Kommunist nach dem Tod von Ezekias Papaioannou an die Spitze der AKEL gewählt, deren Generalsekretär er bis zum Jahre 2009 war. Im Jahre 2001 wurde er als erster AKEL-Politiker überhaupt zum Parlamentspräsidenten gewählt, einem eher repräsentativen Posten, und galt seitdem als aussichtsreichster Kandidat seiner Partei für das Amt des Präsidenten.

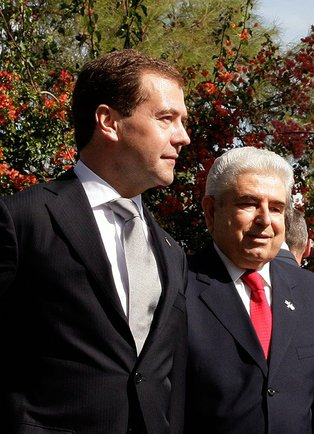
Christofias während eines Staatsbesuchs des russischen Präsidenten Dmitri Medwedew (2010)

Bei den Präsidentenwahlen am 17. Februar 2008 konnte Christofias 33,29 % der Stimmen auf sich vereinen und rangierte damit noch vor Amtsinhaber Tassos Papadopoulos an zweiter Stelle. In der Stichwahl am 24. Februar 2008 trat er gegen den erstplatzierten Ioannis Kasoulides von der konservativen Partei Dimokratikos Synagermos an und gewann mit 53 % der Stimmen. Christofias verfügte über gute Beziehungen zum türkischen Teil Zyperns und galt im Bestreben einer Wiedervereinigung der beiden Inselteile als kompromissbereiter als sein Amtsvorgänger Papadopoulos. Unmittelbar nach seiner Wahl zum Präsidenten forderten ihn sowohl die Europäische Kommission als auch der nordzypriotische Präsident Mehmet Ali Talât zur schnellstmöglichen Aufnahme von Verhandlungen hierüber auf. Ein erstes Treffen mit Talât erfolgte am 21. März 2008. Die Veröffentlichung von Depeschen US-amerikanischer Botschaften durch WikiLeaks brachte Ende 2010 eine politisch sehr ungünstige Einschätzung seiner Person durch die amerikanische Botschaft zutage. In der Meldung nach Washington hieß es unter anderem, Christofias preise Iran und schmähe die NATO.
Nach der schweren Munitionsexplosion auf der Marinebasis Evangelos Florakis am frühen Morgen des 11. Juli 2011 wurde ihm eine Mitschuld für das Ereignis gegeben. Einen Tag später versuchten Tausende von Demonstranten den Präsidentenpalast zu stürmen. Ihm wurde vorgeworfen, er habe die 2009 auf einem russischen Frachter beschlagnahmte Waffenlieferung für Syrien auf der Marinebasis unzureichend gelagert belassen und nicht für deren Vernichtung gesorgt. In der Folge ermittelte ein durch das Kabinett ernannter unabhängiger Anwalt mit Experten zu den Ursachen. In seinem Untersuchungsbericht am 2. Oktober 2011 gab er Christofias Mitverantwortung für den Unfall. Christofias erklärte die Vorwürfe für substanzlos und  behielt sein Amt weiterhin.
Am 1. Juli 2012 übernahm die Republik unter seiner Führung die EU-Ratspräsidentschaft.
Christofias starb im Juni 2019 im Alter von 72 Jahren.

## Auszeichnungen
- 2007: Großes Goldenes Ehrenzeichen am Bande für Verdienste um die Republik Österreich[6]
- 2011: Orden des Fürsten Jaroslaw des Weisen I. Klasse